# Veronica yildirimlii
Veronica yildirimlii är en grobladsväxtart som beskrevs av Öztürk. Veronica yildirimlii ingår i släktet veronikor, och familjen grobladsväxter. Inga underarter finns listade i Catalogue of Life.